# Alex Moore (Tanzpädagoge)
Alex Moore (vollständiger Name: Alexander Reuben Percy Moore), MBE (* 10. November 1901 in Essex; † 26. Februar 1991 in Ashley Park, Surrey) war ein britischer Tanzlehrer, Tänzer und Wertungsrichter, der einige weltweit beachtete Technikbücher für die Standardtänze geschrieben hat. Er wird in Tanzsportkreisen auch als Tanzpapst (engl. Pope of Ballroom dancing) bezeichnet.
Sein ursprünglich 1936 erschienenes Buch Ballroom Dancing richtet sich sowohl an Anfänger als auch an versierte Tänzer. Es enthält neben grundlegenden Informationen zahlreiche Abbildungen, welche den Ablauf von Figuren durch die sich verändernden Positionen der Füße auf der Tanzfläche illustrieren. Das ca. 300 Seiten umfassende Werk wurde mehrfach aktualisiert. Die letzte von Alex Moore überarbeitete Fassung kam 1986 als 9. Auflage in den Handel. Nach dessen Tod erschienen weitere Auflagen in den Jahren 2002 und 2021.
1948 veröffentlichte Alex Moore The Revised Technique of Ballroom Dancing, ein ca. 100 Seiten umfassendes Taschenbuch, in welchem die wichtigsten Grundlagen der Standardtänze Langsamer Walzer, Slowfox, Quickstep und Tango kurz zusammengefasst und zahlreiche Figuren in tabellarischer Form beschrieben sind. Es beinhaltete grundlegende technische Änderungen, die auch in spätere Auflagen von Moores Buch Ballroom Dancing einflossen. Die Revised Technique of Ballroom Dancing diente Tanzlehrern und Turniertänzern über mehrere Jahrzehnte als offizielle Ausbildungsgrundlage bzw. technischer Leitfaden. Als Nachfolgewerk gilt das 1993 erschienene Buch The Ballroom Technique der Imperial Society of Teachers of Dancing (ISTD).
Ab 1932 gab er den Alex Moore Monthly Letter Service heraus, eine regelmäßig erscheinende Zeitschrift über die Standardtänze, die Hinweise für Tänzer und Tanzlehrer sowie Informationen zu Wettbewerben enthielt. Sie wurde in mehreren Sprachen in 40 Ländern vertrieben.
Moore war 1947–1976 Vorsitzender des Ballroom Branch des ISTD, danach auch Vorsitzender und später (bis zu seinem Tod 1991) Präsident der ISTD.

## Werke
- Ballroom Dancing, 1936. Aktuelle Überarbeitung: 11. Auflage, 2021, ISBN 9781032163086 (Taschenbuch), ISBN 9780367545338 (gebundene Ausgabe).
- The Revised Technique of Ballroom Dancing, 1948. Letzte Überarbeitung: 10. Auflage, 1982.
- Popular Variations, 1954. Letzte Überarbeitung: 3. Auflage, 1970.